# Perilampus carinifrons
Perilampus carinifrons är en stekelart som beskrevs av Crawford 1914. Perilampus carinifrons ingår i släktet Perilampus och familjen gropglanssteklar. Inga underarter finns listade i Catalogue of Life.